# Новодражный
Новодражный — упразднённый посёлок в Северо-Енисейском районе Красноярского края России. На момент упразднения входил в состав Вангашского сельсовета. Упразднён в 1999 году.

## География
Располагался на левом берегу реки Еруда в нескольких километрах от места впадения её в реку Чиримба, на расстоянии приблизительно 9 км по прямой к юго-востоку от посёлка Новоерудинский.

## История
Образован в 1958 году для проживания младшего обслуживающего персонала, рабочих и служащих драги № 18. Посёлок был застроен двух и одноквартирными деревянными жилыми домами. К началу 1990-х, после того, как по реке Еруда было отработано месторождение россыпного золота, производство приостановилось. В связи с отсутствием работы, жители поселка стали уезжать в другие населённые пункты района. К 1998 году посёлок населяли несколько десятков пенсионеров. Администрацией было принято решение об их переселении в Вангаш и Северо-Енисейский, и закрытии посёлка.
Исключен из учётных данных постановлением губернатора Красноярского края от от 24 мая 1999 года № 285-П в связи с выездом всех жителей для постоянного проживания в другие населённые пункты.

## Население
| 1970 | 1989 | 1996 | 1998 |
| ---- | ---- | ---- | ---- |
| 330  | ↘134 | ↘62  | ↘38  |